# Adetus proximus
Adetus proximus är en skalbaggsart som beskrevs av Stefan von Breuning 1940. Adetus proximus ingår i släktet Adetus och familjen långhorningar.
Artens utbredningsområde är Paraguay. Inga underarter finns listade i Catalogue of Life.